# Virgohi21
VIRGOHI21 est un halo de matière sombre situé dans l'amas de la Vierge. Cet objet a la taille d'une galaxie, mais ne contient aucune étoile visible. Il a été détecté au radiotélescope dans la bande des fréquences dites H-I de l'hydrogène neutre (21 cm de longueur d'onde). Cette découverte serait une des premières confirmations de la théorie de la matière sombre, qui postule entre autres que cette matière s'accumulerait en galaxies, et même en amas de galaxies, comme la matière ordinaire, dite « lumineuse ».
Ce halo a une masse de l'ordre de 100 millions de masses solaires, et est située à 50 millions d'années-lumière de nous. L'hydrogène détecté dans VIRGOHI21 ne représente pas plus d'un millième de la masse totale du halo, qui a été déduite de sa vitesse de rotation.
D'autres galaxies peu lumineuses comportent de l'hydrogène, avec probablement peu de matière sombre et peu ou pas d'étoiles. En conséquence, elles sont très « légères » et ne sont, ni plus ni moins, que de grands nuages d'hydrogène diffus. Les halos de matière sombre, comme VirgoHI21, ont des masses beaucoup plus grandes, tout en comportant très peu de matière ordinaire (la matière « ordinaire » est composée de baryons). C'est ce qui explique que ce halo ne contienne apparemment aucune étoile.
D'autres candidats de halos de matière sombre ont été détectés auparavant, mais VIRGOHI21 est la première à ne contenir aucune d'étoile. Elle est aussi celle qui contient, et de loin, le plus haut pourcentage de matière sombre.
Le débat reste ouvert quant à la quantité de matière sombre que contiendrait l'univers. Certaines estimations prétendent qu'il pourrait y avoir plus de galaxies de matière sombre que de galaxies ordinaires.
La matière sombre compose la majorité de la masse de l'univers, et est également présente dans les galaxies « normales ». C'est Fritz Zwicky, en 1931, qui en trouvant une différence entre la masse de l'amas de Coma et celle des galaxies qui le composent, a suggéré le premier l'existence d'une matière sombre, hypothèse étayée depuis les années 1970 par de nombreuses autres observations.
La plupart des cosmologistes pensent maintenant que les galaxies ont été d'abord formées de matière sombre après le Big Bang. La masse des galaxies sombres a par la suite attiré l'hydrogène pour former les galaxies visibles.
En 2008, une équipe française du CEA-CNRS annonce, sur la base d'une simulation numérique, que VIRGOHI21 n'est en réalité qu'un simple nuage de gaz échappé de la galaxie spirale NGC 4254 toute proche. Il y a 750 millions d'années, une collision avec M98, pourtant aujourd'hui située à 1 million d'années-lumière, aurait arraché suffisamment de matière à NGC 4254 pour former Virgo HI21.